# Minbar (programvara)
Minbar är ett program som påminner om Salah. Minbar är ett islamiskt tidebönbönsprogram ovanpå tillämpningen libitl, ett bibliotek för bönberäkning. Minbar körs i bakgrunden och spelar Athan (kall till bön) och meddelar om tidebön. Minbar arbetar med de viktigaste beräkningsmetoderna (Muslim League som standard, Shafii, Hanafi, ...). Muslimer iakttar fem böner om dagen och Minbar hjälper till att påminna om tidebön. Programmet finns för GNU/Linux.